# 2324 Janice
2324 Janice је астероид главног астероидног појаса са средњом удаљеношћу од Сунца која износи 3,094 астрономских јединица (АЈ).
Апсолутна магнитуда астероида је 11,3.